# Taranidaphne hongkongensis
Taranidaphne hongkongensis é uma espécie de gastrópode do gênero Taranidaphne, pertencente a família Raphitomidae.